# 카롤 로바크
카롤 로바크(폴란드어: Karol Robak, 1997년 8월 24일~)는 폴란드의 태권도 선수이다. 2016년 하계 올림픽 남자 페더급에 참가했고 유러피언 게임에서 은메달 1개, 유럽 선수권 대회에서 동메달 1개를 획득했다.